# Aptitude Treatment Interaction
Aptitude-Treatment-Interaction (ATI), übersetzt so viel wie Fähigkeits-Verfahrens-Wechselbeziehung, ist ein Ansatz zur Instruktion von Lernenden (wie z. B. Schüler). Er beruht auf der Annahme, dass eine optimale Anpassung der Lehrmethode an die Fähigkeiten des Lernenden nötig ist. Die Fähigkeiten der Schüler (wie z. B. Rechnen oder Lesen) stehen dabei in einer wechselseitigen Beziehung zu den Lehrmethoden. Der Ansatz wurde 1977 von Lee Cronbach und Richard Snow vorgestellt. Er wird in der pädagogischen Psychologie verwendet, sowie auch in der Therapie sozialen Verhaltens.
Für den optimalen Lerneffekt sollten die Lehrmethoden auf die Voraussetzungen der Lernenden abgestimmt sein. Beispielsweise lernen Schüler bei ungünstigen Lernvoraussetzungen (z. B. hohes Angstpotential, niedriges Intelligenzniveau) besser im lehrerzentrierten, hochstrukturierten Unterricht. Bei günstigen Lernvoraussetzungen kontrollieren und setzen die Schüler die Lernziele aber besser selbständig (z. B. Diskussionsgruppen), hier ist ein höheres Maß an Freiräumen effektiver.